# Gia tộc Mountbatten-Windsor
Gia tộc Mountbatten-Windsor là một nhánh của gia đình hoàng gia Anh, theo dòng nam của các hậu duệ của Elizabeth. Gia tộc này được hình thành từ sự kết hợp giữa Vương tộc Windsor và Gia tộc Mountbatten. Tên gọi này xuất hiện sau khi Nữ hoàng Elizabeth II kết hôn với Hoàng thân Philip, Công tước xứ Edinburgh, người mang họ Mountbatten sau khi nhập tịch Anh vào năm 1947. Gia tộc Mountbatten-Windsor bao gồm các thành viên trực tiếp của gia đình hoàng gia Anh, cùng những hậu duệ mang tên gọi này, đặc biệt là con cái của Nữ hoàng Elizabeth II và Hoàng thân Philip, áp dụng cho hậu duệ dòng dõi nam của Nữ hoàng Elizabeth II và tước hiệu hoàng gia.